# Daesiidae
Daesiidae este o familie de solifuge care cuprinde circa 30 de genuri.
Membrii acestei familii se întâlnesc în Africa, Orientul Mijlociu, India, peninsula Balcanică și o singură specie, Gluvia dorsalis, pe peninsula Iberică. A fost găsită o specie fosilă din Eocen, în chihlimbarul baltic.